# سام ليفين
صامويل فرانكلين ليفين (بالإنجليزية: Samuel Franklin Levine) (مواليد 12 مارس 1982) ممثل نلفزيوني وسينمائي أمريكي. لعب دور سبانكي في فيلم سيدني وايت (فيلم).

## روابط خارجية
- سام ليفين على موقع IMDb (الإنجليزية)
- سام ليفين على موقع ألو سيني (الفرنسية)
- سام ليفين على موقع ميوزك برينز (الإنجليزية)
- سام ليفين على موقع أول موفي (الإنجليزية)
- سام ليفين على موقع قاعدة بيانات الأفلام السويدية (السويدية)
- سام ليفين على موقع قاعدة بيانات الفيلم (الإنجليزية)
- سام ليفين على موقع كينوبويسك (الروسية)